# Bataille d'Alba de Tormes (1809)
Ne doit pas être confondu avec Bataille d'Alba de Tormes (1812).
Guerre d'indépendance espagnole
Batailles
- Uclès
- Yevenes
- Ciudad Real (es)
- Miajadas
- Medellín
- Alcantara
- Talavera
- Arzobispo
- Almonacid
- Baños
- Tamames
- Hostalrich
- Ocaña
- Alba de Tormes
- Cadix
- Valverde

La bataille d’Alba de Tormes eut lieu le 28 novembre 1809 à Alba de Tormes, au sud-est de la ville de Salamanque en Espagne, dans le cadre de la guerre d'indépendance espagnole. Elle opposa les forces françaises du général François Étienne Kellermann à l'armée espagnole d'Estrémadure commandée par le duc del Parque. L'affrontement se solda par une victoire française. 
La junte suprême centrale, qui était chargée de la direction des opérations côté espagnol, avait planifié pour la fin de l'année 1809 une double attaque contre Madrid. À l'ouest, les troupes espagnoles du duc del Parque remportèrent initialement plusieurs combats contre le 6e corps français du général Jean Gabriel Marchand, notamment à la  bataille de Tamames. Lorsque del Parque apprit que la seconde armée espagnole avait été écrasée à Ocaña, il suspendit son avance et se replia rapidement en direction du sud. Le général Kellermann, venu au secours de Marchand avec une division de dragons, prit le commandement et se lança à la poursuite de son adversaire, qu'il rattrapa peu après à Alba de Tormes.
Sans attendre l'arrivée de l'infanterie, dragons, chasseurs et hussards de Kellermann se jetèrent sur les forces espagnoles adossées à la rivière Tormes et leur infligèrent une cuisante défaite. Les fantassins de Marchand furent en partie engagés vers la fin du combat, mais l'essentiel de l'action fut mené par la cavalerie française qui fit subir de lourdes pertes aux défenseurs. Les hommes de del Parque furent contraints de se réfugier dans les montagnes pour l'hiver, dans des conditions particulièrement rudes.

## Contexte
À l'été 1809, la junte centrale suprême espagnole, vivement critiquée pour sa gestion des opérations militaires, procéda avec réticence à la réunion des Cortes. La restauration de cette vieille assemblée ne fut pas sans poser un certain nombre de difficultés. Une assemblée constituante commença à se former à Cadix mais, jusqu'à ce que ce processus fût achevé, le pouvoir continuait d'être exercé par la junte, dont les membres, soucieux de conserver leur autorité, s'empressèrent d'élaborer une stratégie destinée à remporter la guerre une bonne fois pour toutes.
Malgré le refus du général en chef britannique, le vicomte Arthur Wellesley de Wellington, de participer avec ses troupes à l'opération, la junte ne se laissa pas décourager et planifia une offensive dans deux directions, avec pour objectif final la prise de Madrid. Le marquis de La Romana fut remplacé au commandement des troupes de Galice et des Asturies par Diego de Cañas y Portocarrero, duc del Parque. Ce dernier concentra en peu de temps 30 000 soldats à Ciudad Rodrigo tandis que d'autres unités étaient en route pour le rejoindre. Au sud de Madrid était déployée l'armée de la Manche du général Juan Carlos de Aréizaga, forte de 50 000 hommes bien équipés. Les troupes de del Parque et d'Aréizaga devaient être soutenues dans leur mouvement par une troisième force plus petite (10 000 hommes) opérant à proximité de Talavera de la Reina, sous les ordres du duc d'Albuquerque ; la mission de ce général était de fixer une partie des troupes françaises dans la région tandis que le gros des forces espagnoles se dirigerait sur Madrid.
Dans les derniers mois de l'année 1809, l'armée du duc del Parque était composée de six divisions d'infanterie et d'une division de cavalerie, pour un total de 52 192 hommes. La division d'avant-garde du général Martin de la Carrera comptait 7 413 hommes, la 1re division de Francisco Xavier Losada 8 336 hommes, la 2e division du comte de Belveder 6 759 hommes, la 3e division de Francisco Ballesteros 9 991 hommes, la 4e division de Nicolás de Mahy 7 100 hommes et la 5e division du comte de Castrofuerte 6 157 hommes. Chaque division d'infanterie était formée de quatorze bataillons à l'exception de la 3e qui en comptait quinze et de la 5e qui n'en avait que sept. La division de cavalerie commandée par le prince d'Anglona déployait 1 682 sabres en six régiments. À cet ensemble s'ajoutaient les 3 817 soldats de la garnison de Ciudad Rodrigo ainsi qu'un bataillon détaché de 937 hommes. 

## Préludes

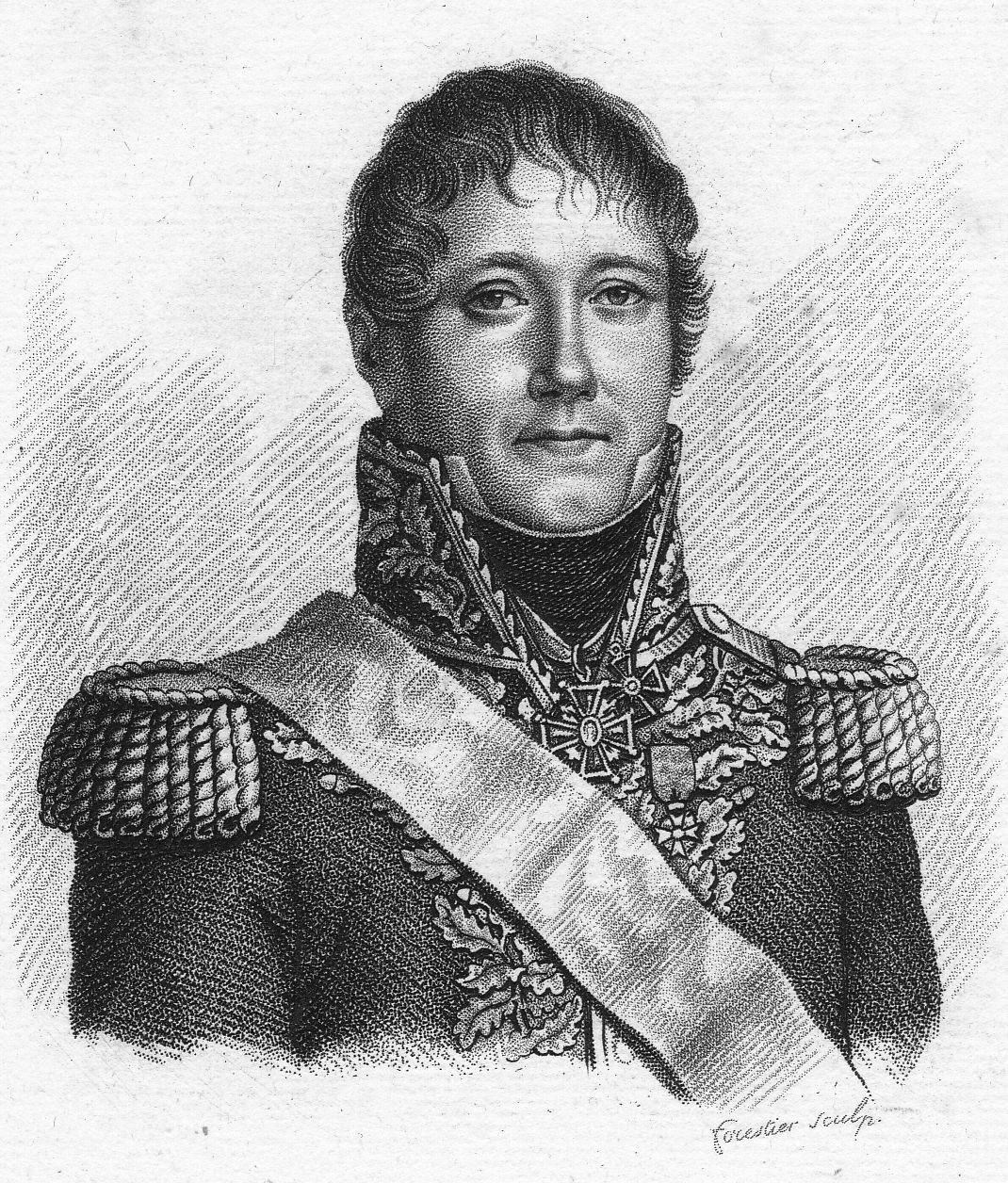
Le général de division Jean Gabriel Marchand, qui fut battu à Tamames par le duc del Parque.

En l'absence du maréchal Michel Ney, le 6e corps français était commandé par le général de division Jean Gabriel Marchand, dont le quartier-général était à Salamanque. Ces troupes avaient été forcées d'évacuer la Galice plus tôt durant l'année et avaient participé aux opérations qui avaient suivi la bataille de Talavera au mois de juillet. Affaibli par les rigueurs de plusieurs mois de campagne et par le manque de renforts, le 6e corps n'était plus vraiment en état de combattre ; de plus, les talents militaires de son chef, le général Marchand, étaient loin de valoir ceux de Ney. 
À la fin du mois de septembre, del Parque quitta Ciudad Rodrigo avec les divisions de la Carrera, Losada, Belveder et Anglona. Marchand, sûr de sa valeur et de la médiocrité de ses adversaires espagnols, se porta à leur rencontre et, le 18 octobre 1809, affronta del Parque lors de la bataille de Tamames, à environ 56 km au sud-ouest de Salamanque. L'affaire se solda par une sévère défaite française. Le 6e corps, fort de 14 000 soldats et 14 canons, laissa sur le terrain 1 400 tués ou blessés tandis que les pertes espagnoles n'étaient que de 700 hommes sur un total de 21 500 soldats et 18 canons. Peu de temps après la bataille, del Parque reçut le renfort de la division Ballesteros, portant ses effectifs à 30 000 hommes. Face à la progression espagnole, Marchand abandonna Salamanque qui fut occupée par les troupes de del Parque le 25 octobre.  
Le général français se retira au nord jusqu'à Toro, sur le fleuve Douro, où il fut rejoint par le général François Étienne Kellermann qu'accompagnaient trois bataillons d'infanterie (1 500 hommes) et une division de dragons (3 000 hommes). Kellermann prit le commandement des forces françaises, remonta le cours du fleuve et prit pied sur la rive sud à Tordesillas. Renforcé en cours de route par le contingent du général de brigade Nicolas Godinot, Kellermann tenta d'impressionner del Parque en se dirigeant directement sur Salamanque. La stratégie fonctionna : le commandant espagnol se replia en toute hâte, évacua Salamanque et se retira vers le sud. Laissant le 6e corps à Salamanque, Kellermann regagna alors la province de León où la guérilla avait profité de son absence pour s'agiter de nouveau.
De son côté, Albuquerque était parvenu à fixer comme convenu quelques unités françaises dans le secteur de Talavera, mais la nouvelle de la destruction de l'armée d'Aréizaga à la bataille d'Ocaña, le 19 novembre, l'incita à se replier prudemment hors d'atteinte des Français. Entre-temps, del Parque apprit que les brigades des généraux Godinot et Pierre-Louis Binet de Marcognet étaient reparties pour Madrid. Bien qu'ayant reçu l'ordre de faire sa jonction avec Albuquerque, il décida de marcher à nouveau sur Salamanque et expulsa d'Alba de Tormes une brigade du 6e corps ; le 20 novembre, ses troupes faisaient leur entrée dans Salamanque. Marchand se replia vers le Douro où, comme la fois précédente, Kellermann le rejoignit avec ses hommes. Le duc del Parque poussa son avantage et avança sur Medina del Campo afin de couper les troupes de Kellermann de la capitale. Le 23 novembre, la brigade Marcognet revenue de Ségovie et la brigade du général Mathieu Delabassée partie de Tordesillas arrivèrent à Medina del Campo au moment précis où les colonnes de del Parque surgissaient à l'horizon. Un engagement s'ensuivit au cours duquel la cavalerie française repoussa son homologue espagnole mais échoua devant les carrés formés par l'infanterie de Ballesteros, contraignant Marcognet et Delabassée à battre en retraite.  
Le 24 novembre, Kellermann rassembla 16 000 soldats français sur la ligne du Douro, près de Valdestillas. Très inférieurs en nombre à leurs adversaires, les Français optèrent dans un premier temps pour une stratégie défensive. L'annonce du désastre espagnol d'Ocaña, dont del Parque fut informé le même jour, modifia néanmoins complètement la situation. Le général espagnol, réalisant que les Français étaient maintenant libres de concentrer contre lui des forces bien plus importantes, prit aussitôt ses dispositions pour se replier vers le sud afin de se réfugier dans les montagnes du centre de l'Espagne. L'armée espagnole entama sa retraite le 25 novembre, de façon si soudaine que Kellermann ne se lança à sa poursuite que le lendemain. Deux jours durant, les Français tentèrent vainement d'accrocher leurs adversaires, jusqu'à ce que, dans l'après-midi du 28 novembre, leur cavalerie légère ne découvrît les forces de del Parque campées à Alba de Tormes.

## Forces en présence

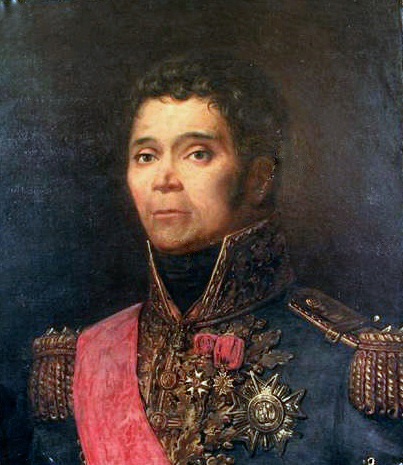
Le général de division François Étienne Kellermann.

Se croyant désormais hors d'atteinte de Kellermann, del Parque commit une grave imprudence. Il autorisa en effet son armée à bivouaquer dans une position dangereuse, des deux côtés de la rivière Tormes. Les divisions de Ballesteros et de Castrofuerte s'étaient installées sur la rive est alors que les divisions Anglona, la Carrera, Losada et Belveder occupaient la rive ouest ainsi que la ville d'Alba de Tormes. Les piquets de cavalerie furent placés négligemment à trop grande proximité des campements, de sorte qu'ils ne pouvaient servir à grand-chose en cas d'attaque des Français. Kellermann, qui chevauchait en compagnie de son avant-garde de cavalerie légère, donna l'ordre d'attaquer immédiatement ; en effet, l'infanterie de Marchand n'était pas encore arrivée et Kellermann ne voulait pas donner aux Espagnols le temps de se retrancher solidement derrière la Tormes. La cavalerie française, sans soutien, se préparait ainsi à assaillir une force espagnole bien plus nombreuse composée de soldats des trois armes (infanterie, cavalerie et artillerie).
Le 6e corps était à ce moment, dans son ensemble, plus fort qu'à l'accoutumée puisqu'il était constitué de la 1re division de Marchand, de la 2e division du général Maurice Mathieu, de la brigade de cavalerie légère du général Jean-Baptiste de Lorcet et de la division de dragons de Kellermann. La 1re division était formée du 6e régiment d'infanterie légère et des 39e, 69e et 76e régiments d'infanterie de ligne, à trois bataillons chacun. La 2e division comptait pour sa part le 25e léger, les 27e et 59e de ligne — également à trois bataillons chacun — ainsi qu'un bataillon du 50e de ligne. La cavalerie de Lorcet était composée du 3e régiment de hussards et du 15e régiment de chasseurs à cheval, dotés chacun de quatre escadrons. Enfin, la division de dragons comprenait les 3e, 6e, 10e, 11e 15e et 25e régiments de l'arme. Kellermann ne disposait toutefois dans l'immédiat que de 3 000 cavaliers et de 12 canons,. 

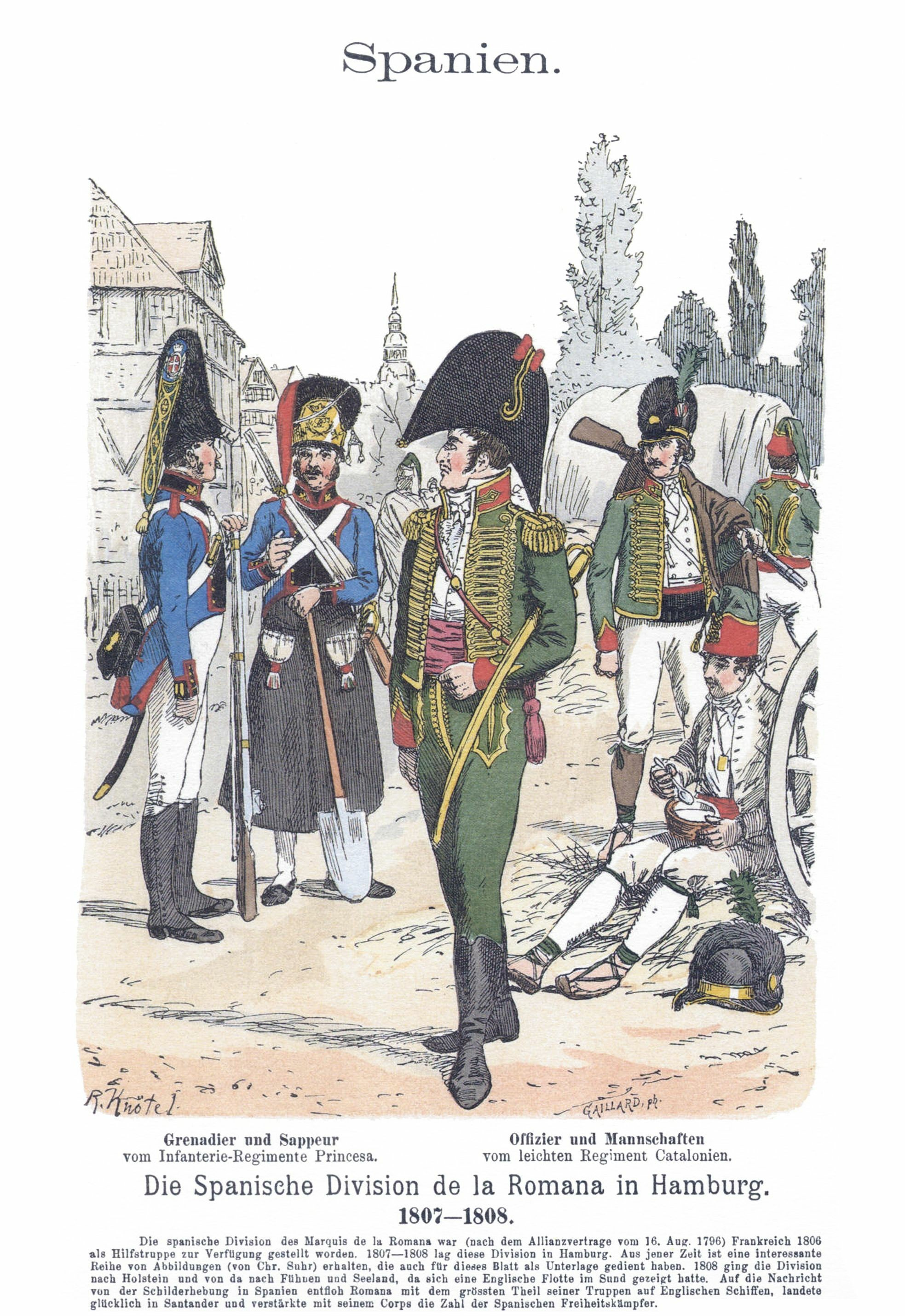
Planche de Richard Knötel représentant le régiment de ligne Princesa (à gauche) et le régiment léger Catalonia (à droite).

Chez les Espagnols, la division la Carrera était forte des régiments de ligne Principe et Zaragoza à trois bataillons chacun, des régiments léger Barbastro, Catalonia no 1 et no 2 et Girona à un bataillon chacun, des régiments de volontaires Vitoria, Escolares de Leon, Monforte de Lemos et Muerte à un bataillon chacun et d'une batterie d'artillerie à pied. La division Losada alignait les régiments de ligne Leon et Voluntarios de Corona à deux bataillons chacun, deux bataillons de grenadiers de la milice provinciale de Galice, les régiments légers Aragon no 1 et Aragon no 2 à un bataillon chacun, deux bataillons du régiment de volontaires Betanzos, les régiments de volontaires Del General, La Union no 1 et no 2 et Orense à un bataillon chacun, une compagnie de gardes nationaux et une batterie d'artillerie à pied,,. 
La division Belveder déployait les 1er et 2e bataillons des régiments de ligne Rey, Sevilla, Toledo et Zamora, le régiment de volontaires Lovera et le régiment de ligne étranger Hibernia à deux bataillons, le régiment de volontaires Santiago et le régiment léger Voluntarios de Navarra à un bataillon ainsi qu'une batterie d'artillerie à pied. La division Anglona était composée à la fois d'unités régulières (2e régiment de cavalerie de la Reine, 5e régiment de cavalerie de Bourbon et 6e dragons de Sagonte) et d'unités provisoires (grenadiers à cheval volontaires de Llerena et chasseurs à cheval de Ciudad Rodrigo), soutenues par une batterie d'artillerie à cheval.
La division Ballesteros était dotée de trois bataillons du régiment de ligne Navarra, de deux bataillons du régiment de ligne Princesa, d'un bataillon de la milice d'Oviedo, des régiments de volontaires Candas y Luanco, Cangas de Tineo, Castropol, Covadonga, Grado, Infiesto, Lena, Pravia et Villaviciosa à un bataillon chacun et d'une batterie d'artillerie à pied. Pour finir, la division Castrofuerte rassemblait les régiments de volontaires Tiradores de Ciudad Rodrigo, Ciudad Rodrigo no 2 et Fernando VII à un bataillon, les milices de León, Lagroño, Toro et Valladolid également à un bataillon et une batterie d'artillerie. Un bataillon était par ailleurs affecté à la protection du quartier-général de del Parque. Quant à la 4e division de Mahy, elle avait été envoyée en mission ailleurs et ne participa donc pas à la bataille.

## Déroulement de la bataille

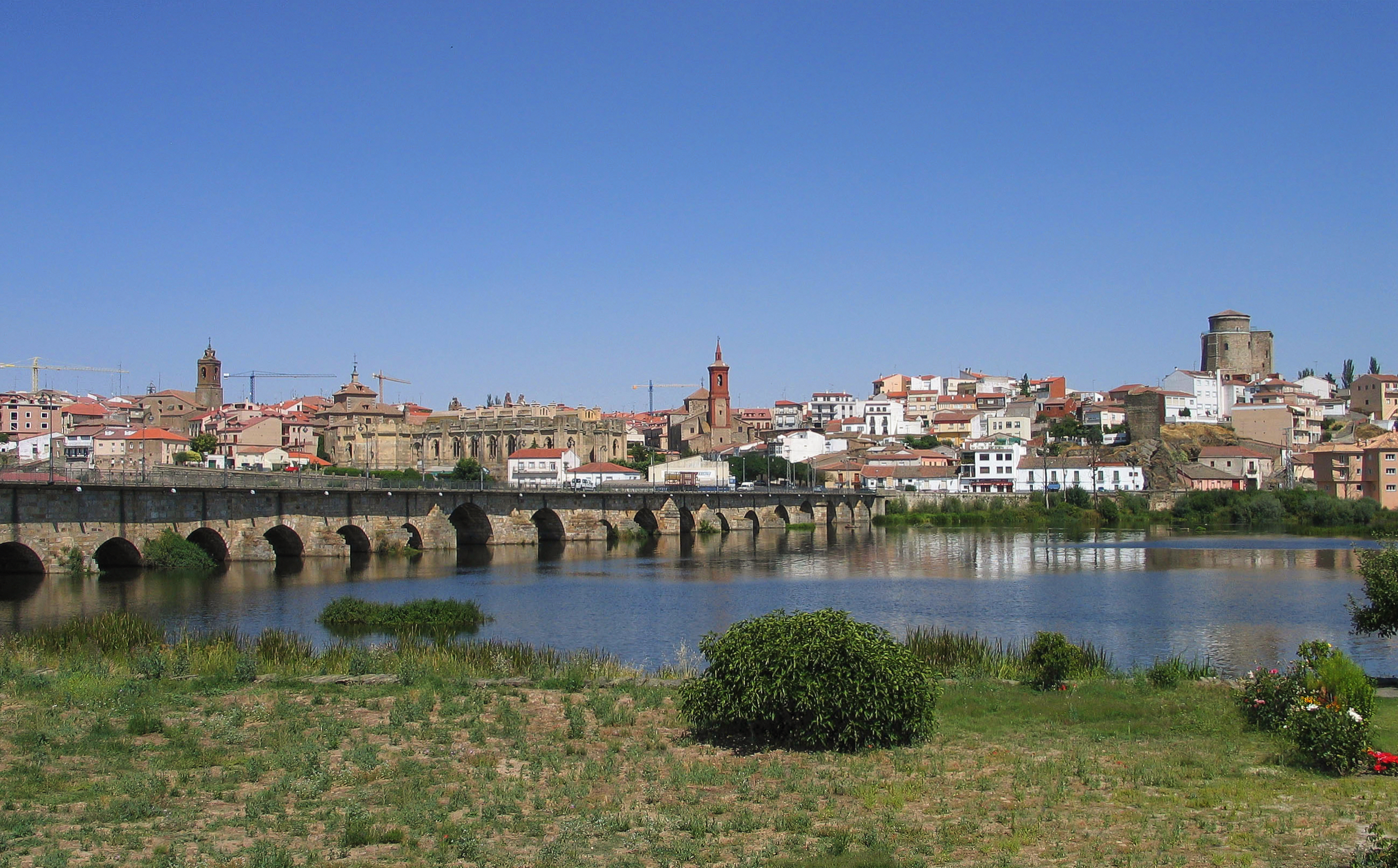
Vue d'Alba de Tormes depuis la rivière Tormes.

À la vue des Français, les divisions espagnoles postées sur la rive est de la Tormes formèrent rapidement une ligne de bataille, avec la Carrera sur le flanc gauche, Belveder au centre et Losada sur le flanc droit, le front étant couvert de bout en bout par les 1 200 sabres de la cavalerie d'Anglona. Au total, del Parque engagea 18 000 hommes contre les Français selon l'historien Charles Oman. Une autre estimation fixe les effectifs combattants de son armée à 21 300 fantassins, 1 500 cavaliers et 18 pièces d'artillerie.
Kellermann ne perdit pas de temps et rangea ses huit régiments de cavalerie en quatre lignes, la première étant formée des deux régiments de cavalerie légère de Lorcet et les trois autres par les six régiments de dragons. Se précipitant en avant, les 3 000 cavaliers français bousculèrent la cavalerie d'Anglona et culbutèrent le centre-droit du dispositif espagnol. La division de Losada fut enfoncée, de même qu'une partie de la division de Belveder : 2 000 soldats espagnols jetèrent leurs fusils et se rendirent, le reste s'enfuyant par le pont. Les assaillants s'emparèrent également d'une batterie d'artillerie. Del Parque ne put engager ses deux dernières divisions en raison de l'encombrement et de la panique qui régnaient dans le secteur du pont ; au lieu de cela, il déploya ses hommes le long de la rivière afin de couvrir la retraite de leurs camarades.
Au plus fort de l'assaut français, les unités de la Carrera et une partie de celles de Belveder avaient réussi à former le carré. Leur présence n'avait pas échappé à Kellermann qui organisa une seconde charge contre ces unités intactes, mais les soldats espagnols tinrent fermement leur position et repoussèrent la cavalerie française. Kellermann, dont l'infanterie n'était toujours pas arrivée, se contenta alors de fixer sur place les carrés ennemis par une série de charges partielles. Il parvint de cette manière à immobiliser, pendant deux heures et demie, les troupes espagnoles sur la rive ouest. L'infanterie et l'artillerie du général Marchand débouchèrent enfin sur le champ de bataille, ce que voyant, la Carrera sonna immédiatement la retraite afin de ne pas être soumis à une attaque combinée de ses adversaires. Saisissant l'occasion, la cavalerie française se jeta sur les formations espagnoles et infligea de nouvelles pertes, mais la plupart des soldats de l'armée de del Parque parvinrent à franchir le pont à la tombée de la nuit. La brigade de tête de Marchand expulsa d'Alba de Tormes quelques contingents ralliés de la division Losada et captura deux pièces d'artillerie supplémentaires.

## Bilan et conséquences
L'armée du duc del Parque se retira à la faveur de l'obscurité, mais cette manœuvre fut perturbée par un groupe de cavaliers en panique qui jeta la confusion dans les colonnes en marche ; les trois divisions qui avaient combattu durant la journée furent en grande partie dispersées et de nombreux soldats en profitèrent pour déserter. Les pertes espagnoles à Alba de Tormes s'élevaient à 3 000 tués, blessés ou prisonniers, neuf canons, cinq drapeaux et la majeure partie des bagages. Les Français ne déplorèrent de leur côté que 300 à 600 hommes hors de combat, parmi lesquels le général de brigade Jean Augustin Carrié de Boissy, blessé.
Del Parque établit ses quartiers d'hiver à San Martín de Trevejo, dans la Sierra de Gata, où il commença à réorganiser ses troupes. Des 32 000 soldats qu'il commandait à Alba de Tormes, il n'en disposait plus que de 26 000 un mois plus tard, ce qui suppose que 3 000 hommes environ avaient déserté les rangs après la bataille. Le pire était cependant encore à venir, car la région dans laquelle l'armée était stationnée était dépourvue de tout et les soldats en furent parfois réduits à se nourrir de glands. À la mi-janvier 1810, 9 000 hommes étaient morts ou rendus inaptes au service en raison de la faim et de la maladie.
Le général britannique Wellington écrivit, dépité : 

« Je dis que s'ils avaient préservé leurs deux armées, ou même une seule d'entre elles, les choses se seraient bien passées. Mais non ! Ils n'ont rien d'autre à faire que de livrer de grandes batailles dans les plaines, où leur défaite est assurée dès le commencement du combat. »

Les conséquences des défaites subies à Ocaña et Alba de Tormes furent très lourdes pour les Espagnols, qui n'étaient plus en mesure de défendre efficacement l'Andalousie en cas d'attaque. Wellington, qui jusqu'au 14 novembre était plutôt optimiste sur la tournure des opérations, redoutait à présent une possible invasion du Portugal par les Français.